# Tremor disease
Die Tremor disease oder Trembling disease (‚Zitterkrankheit‘) ist eine bakterielle Infektionskrankheit bei der Chinesischen Wollhandkrabbe (Eriocheir sinensis), die durch das Bakterium Spiroplasma eriocheiris verursacht wird. Der Erreger und die Erkrankung treten auch bei anderen Krebstieren wie dem Roten Amerikanischen Sumpfkrebs, bei der Rosenberggarnele, Weißfußgarnele und der ostasiatischen Flussgarnele Macrobrachium nipponense auf.
Mit der Steigerung der Produktion von Wollhandkrabben in den Aquakulturen Chinas trat die Erkrankung in den 1990er Jahren vermehrt auf und verursachte eine stark gesteigerte Sterblichkeit mit gewaltigen wirtschaftlichen Verlusten. Vermutlich ist an der Erkrankung auch das Reovirus EsRV905 beteiligt.
Die Tremor disease zeigt einen akuten Verlauf innerhalb von ein bis zwei Wochen. Mit steigender Wassertemperatur verstärken sich auch die Krankheitsanzeichen. Der Erreger befällt Muskel- und Nervengewebe, aber auch Blutzellen und Bindegewebe. Das klinische Bild ist durch Schwäche, Fressunlust und schweres anfallsartiges Muskelzittern (Tremor) mit unkontrolliertem Wackeln der Schreitbeine gekennzeichnet, die schließlich zum Tod führen können.
Die Diagnose kann durch Erregernachweis über PCR, ELISA oder MIRA erfolgen. Zur Behandlung kann Oxytetrazyklin eingesetzt werden.